# Religionswissenschaftlicher Medien- und Informationsdienst
Der Religionswissenschaftliche Medien- und Informationsdienst e. V. (Abkürzung REMID) ist ein gemeinnütziger Verein mit Sitz in Marburg, der es sich zum Ziel gesetzt hat, Statistiken und Informationen zu unterschiedlichen religiösen Aspekten und Themenbereichen zu erarbeiten, zu sammeln und zu veröffentlichen. Das Hauptaugenmerk liegt dabei auf der zahlenmäßigen Erfassung der Religionszugehörigkeiten der Einwohner der Bundesrepublik Deutschland, der Vermittlung religionswissenschaftlicher Kenntnisse zur Beförderung von Toleranz, Religionsfreiheit und einem friedlichen Miteinander der Religionen in einer pluralistischen Gesellschaft.
REMID wurde im März 1989 von sieben Mitgliedern gegründet. Laut eigener Aussage will der Verein „durch religionswissenschaftliche Arbeit gewonnene Informationen in die Öffentlichkeit vermitteln. Dadurch soll ein Beitrag geleistet werden, die Vielfalt religiöser Überzeugungen wahrzunehmen und angemessen mit ihr umgehen zu können. Diese Absicht schließt auch eine gesellschaftliche Positionierung ein.“
REMID vertreibt zahlreiche Informationsmaterialien und Dokumentationen zum Thema Religion und gibt eine eigene Schriftenreihe heraus. Ein von religiösen Anschauungen und Überzeugungen unabhängiger Standpunkt ist gemäß der Satzung der Organisation das Ziel. Verschiedene öffentliche Veranstaltungen und Projekte zum Thema Religion wurden von REMID durchgeführt oder mitgetragen. So wurde 2003 zusammen mit den Integrationsbeauftragten der Bundesregierung das Netzwerk Migration und Religion ins Leben gerufen. Durch öffentliche Gelder gefördert wurden unter anderem das Projekt „Lernwerkstatt Weltreligionen“, bis 2007 die Informationsplattform Religion, Tagungen wie z. B. 2006 zu Religionen in der Schule oder etwa die Ausstellung „Gesichter des Islam“ 2008.
Vor Ort bietet ein Archiv mit Dokumentationsstelle Zugang zu der „grauen Literatur“ religiöser Gruppen aller Art. Gemeinsam mit der Religionskundlichen Sammlung Marburg veranstaltet REMID die seit 2006 bestehende Vortragsreihe „Religion am Mittwoch“. Seit 2011 betreibt REMID zudem ein Blog, in dem regelmäßig Artikel oder Interviews mit Wissenschaftlern erscheinen.

## Publikationen
- Christoph Wagenseil: Afrikanische Religionen und ihre Anerkennung in Deutschland. Dokumentation. Heilbronn / Marburg 2011.
- Frank Neubert: Krishnabewusstsein. Die International Society for Krishna Consciousness (ISKCON) – Hare-Krishna-Bewegung. Marburg 2010, ISBN 978-3-934759-04-6.
- Hermann Ruttmann: 2000 Jahre Christentum. Entstehung, Sozialgeschichte und Gegenwart einer Familie von Konfessionen. Marburg 2006, ISBN 978-3-934759-02-2.
- Beauftragte der Bundesregierung für Migration, Flüchtlinge und Integration (Hrsg.): Religion – Migration – Integration in Wissenschaft, Politik und Gesellschaft. Berlin 2004, ISBN 3-937619-09-7.
- Gritt Klinkhammer, Tobias Frick i.A.v. REMID e.V. (Hrsg.): Religionen und Recht. diagonal-Verlag, Marburg 2001, ISBN 3-927165-82-4 (Religionswissenschaftliche Reihe. Band 17).
- Gritt Klinkhammer, Steffen Rink, Tobias Frick i.A.v. REMID e.V. (Hrsg.): Kritik an Religionen. Religionswissenschaft und der kritische Umgang mit Religionen. diagonal-Verlag, Marburg 1997, ISBN 3-927165-49-2.
- Steffen Rink, Martin Baumann: Religionen feiern. Feste und Feiertage religiöser Gemeinschaften in Deutschland. diagonal-Verlag, Marburg 1997, ISBN 3-927165-34-4.
- Hermann Ruttmann: Vielfalt der Religionen am Beispiel der Glaubensgemeinschaften im Landkreis Marburg-Biedenkopf. REMID e. V., Marburg 1995, ISBN 3-9802994-6-5